# Leudal
Leudal ist eine niederländische Gemeinde in der Provinz Limburg mit insgesamt etwa 36.108 Einwohnern (Stand: 1. Januar 2025). Sie ist zum 1. Januar 2007 aus der Fusion der Gemeinden Haelen, Heythuysen, Hunsel sowie Roggel en Neer entstanden. Der Name der neuen Gemeinde ist vom Naturschutzgebiet Leudal abgeleitet worden, das zwischen den Orten im Tal des Baches Leu liegt.

## Geographische Lage
Die Gemeinde liegt am linken Ufer der Maas gegenüber von Roermond und der Einmündung der Rur. Teilweise auf Gemeindegebiet liegt das Naherholungsgebiet Maasplassen.

## Orte
Die Gemeinde Leudal besteht aus folgenden 16 Dörfern (in Klammern die Einwohnerzahlen vom 1. Januar 2024):
- Baexem (2.645 Einwohner)
- Buggenum (925 Einwohner)
- Ell (1.455 Einwohner)
- Grathem (1.665 Einwohner)
- Haelen (4.380 Einwohner)
- Haler (490 Einwohner)
- Heibloem (730 Einwohner)
- Heythuysen (6.585 Einwohner)
- Horn (3.765 Einwohner)
- Hunsel (975 Einwohner)
- Ittervoort (1.655 Einwohner)
- Kelpen-Oler (1.200 Einwohner)
- Neer (3.330 Einwohner)
- Neeritter (1.250 Einwohner)
- Nunhem (680 Einwohner)
- Roggel (4.275 Einwohner)

## Politik

### Sitzverteilung im Gemeinderat
- SV: 7
- RO: 6
- CDA: 5
- D66: 5
- PAL: 2

Der Gemeinderat wird seit der Gemeindegründung folgendermaßen gebildet:
| Partei                          | Sitze | Sitze | Sitze | Sitze | Sitze |
| Partei                          | 2006  | 2010  | 2014  | 2018  | 2022  |
| ------------------------------- | ----- | ----- | ----- | ----- | ----- |
| Samen Verder a                  | 5     | 8     | 9     | 7     | 7     |
| Ronduit Open                    | 4     | 7     | 7     | 6     | 6     |
| CDA                             | 6     | 5     | 5     | 5     | 5     |
| D66                             | –     | –     | 2     | 3     | 5     |
| Progressief Akkoord Leudal b    | –     | –     | –     | 2     | 2     |
| Oos Leudal (veur álle 16 dörpe) | –     | –     | –     | –     | 0     |
| VVD                             | 1     | 2     | 1     | 2     | –     |
| Progressief Leudal b            | 1     | 2     | 1     | –     | –     |
| PvdA b                          | 1     | 1     | 0     | –     | –     |
| Ouderen Politiek Actief         | –     | –     | 0     | –     | –     |
| Nieuw Akkoord a                 | 4     | –     | –     | –     | –     |
| Dorpen-Belang a                 | 3     | –     | –     | –     | –     |
| Gesamt                          | 25    | 25    | 25    | 25    | 25    |

Anmerkungen

### Kollegium von Bürgermeister und Beigeordneten
Für die Periode 2018–2022 besteht eine Koalition aus den Parteien D66, Ronduit Open und Samen Verder. Die Koalitionsparteien Ronduit Open und Samen Verder stellen jeweils zwei Beigeordnete bereit, die D66 hingegen einen. Diese wurden im Rahmen einer Ratssitzung am 29. Mai 2018 berufen. Folgende Personen gehören zum Kollegium:
| Funktion         | Name                   | Partei       | Anmerkung                         |
| ---------------- | ---------------------- | ------------ | --------------------------------- |
| Bürgermeisterin  | Désirée Schmalschläger | GroenLinks   | seit dem 3. September 2019 im Amt |
| Beigeordnete     | Arno Walraven          | Samen Verder | stellvertretender Bürgermeister   |
| Beigeordnete     | Piet Verlinden         | Samen Verder | —                                 |
| Beigeordnete     | Stan Backus            | Ronduit Open | —                                 |
| Beigeordnete     | Mart Janssen           | Ronduit Open | —                                 |
| Beigeordnete     | Robert Martens         | D66          | —                                 |
| Gemeindesekretär | Han Bekkers            | —            | seit April 2017 im Amt            |

## Veranstaltungen
Vom 17. bis 19. August 2018 war Leudal Gastgeber des 19. Europaschützenfestes, einer Veranstaltung der Europäischen Gemeinschaft Historischer Schützen.

## Bilder

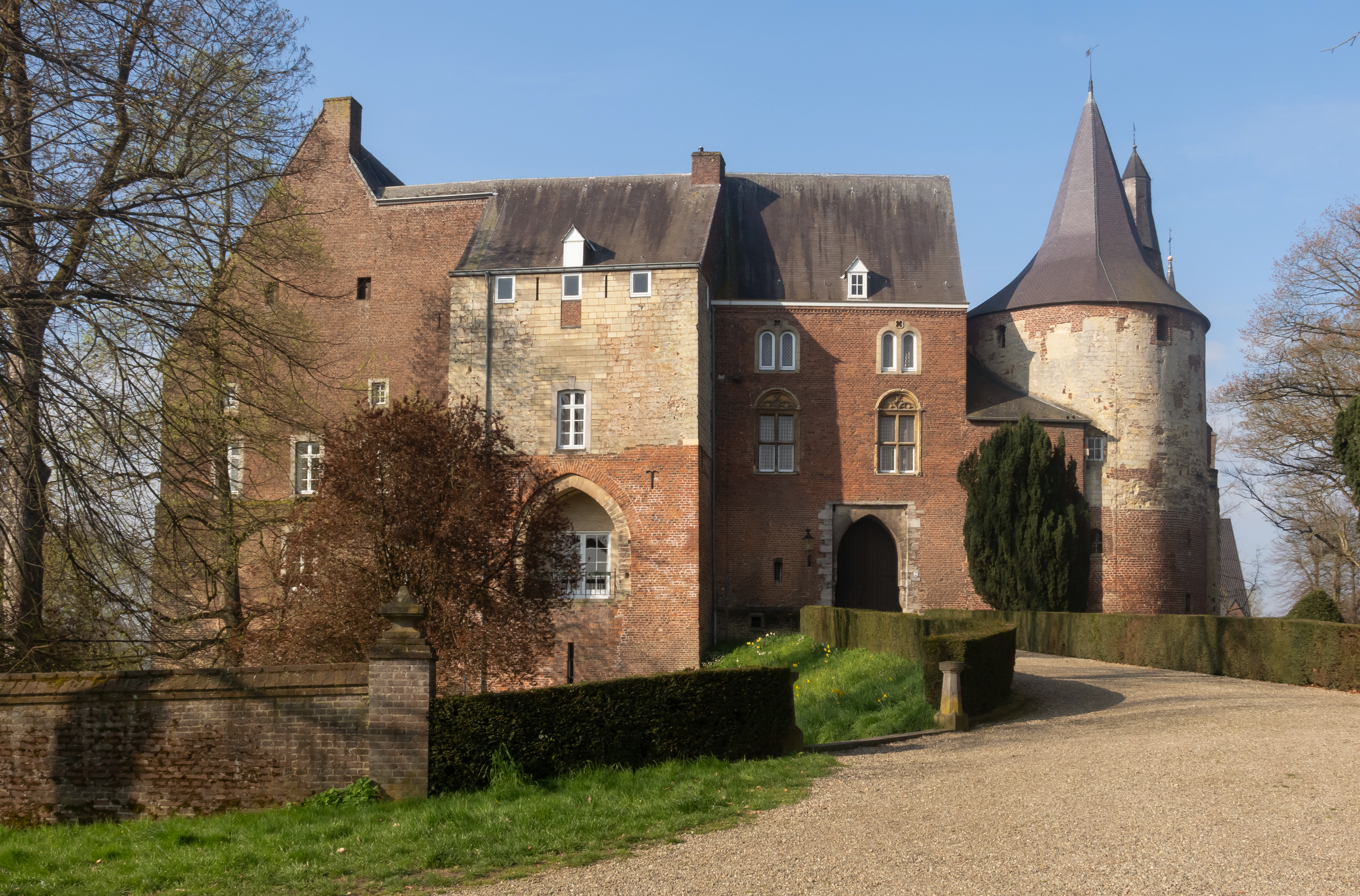
Horn, Schloss Kasteel Horn
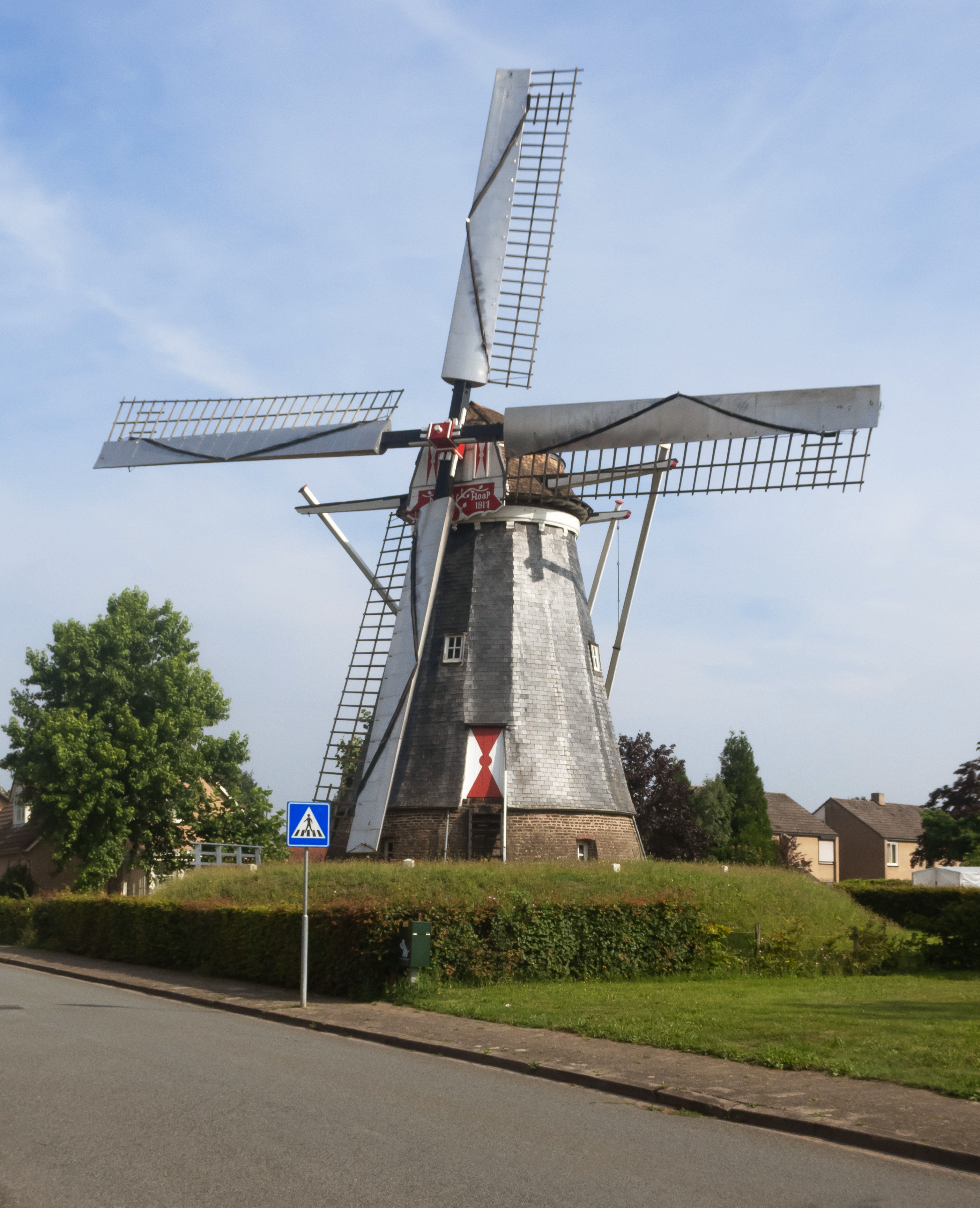
Horn, Mühle Molen de Hoop
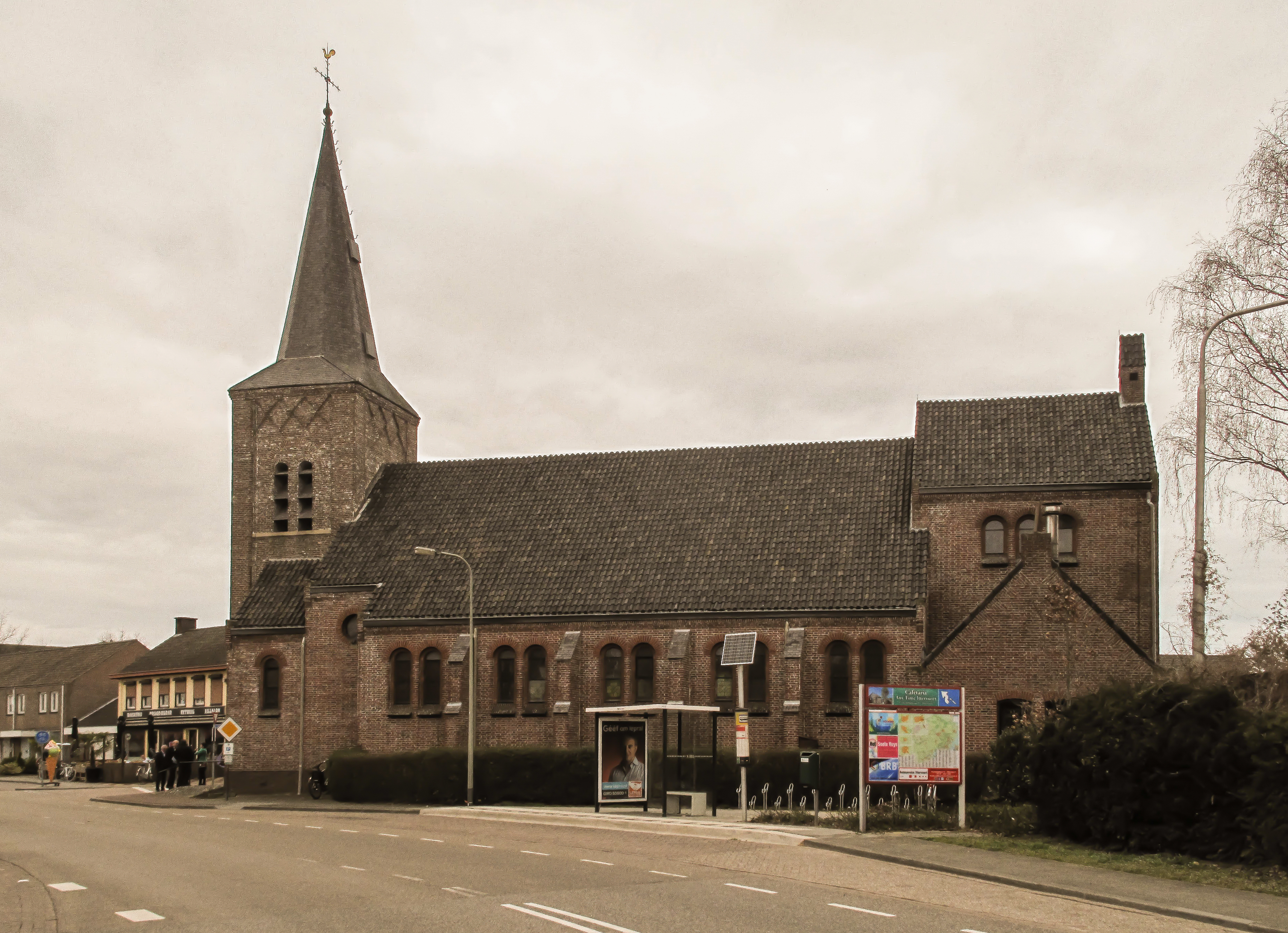
Ittervoort, Kirche de Sint Margarethakerk
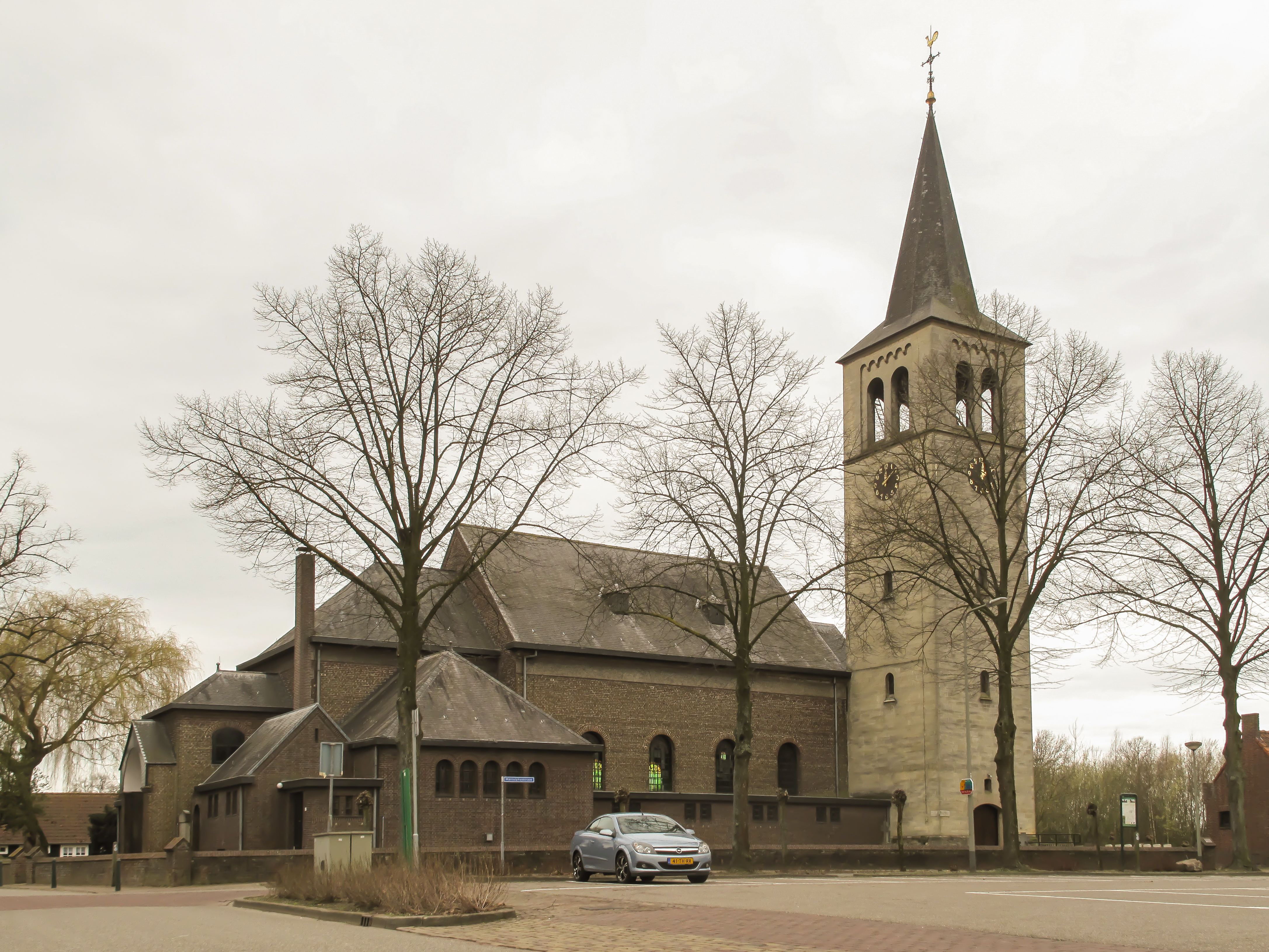
Hunsel, Kirche de Sint Jacobuskerk
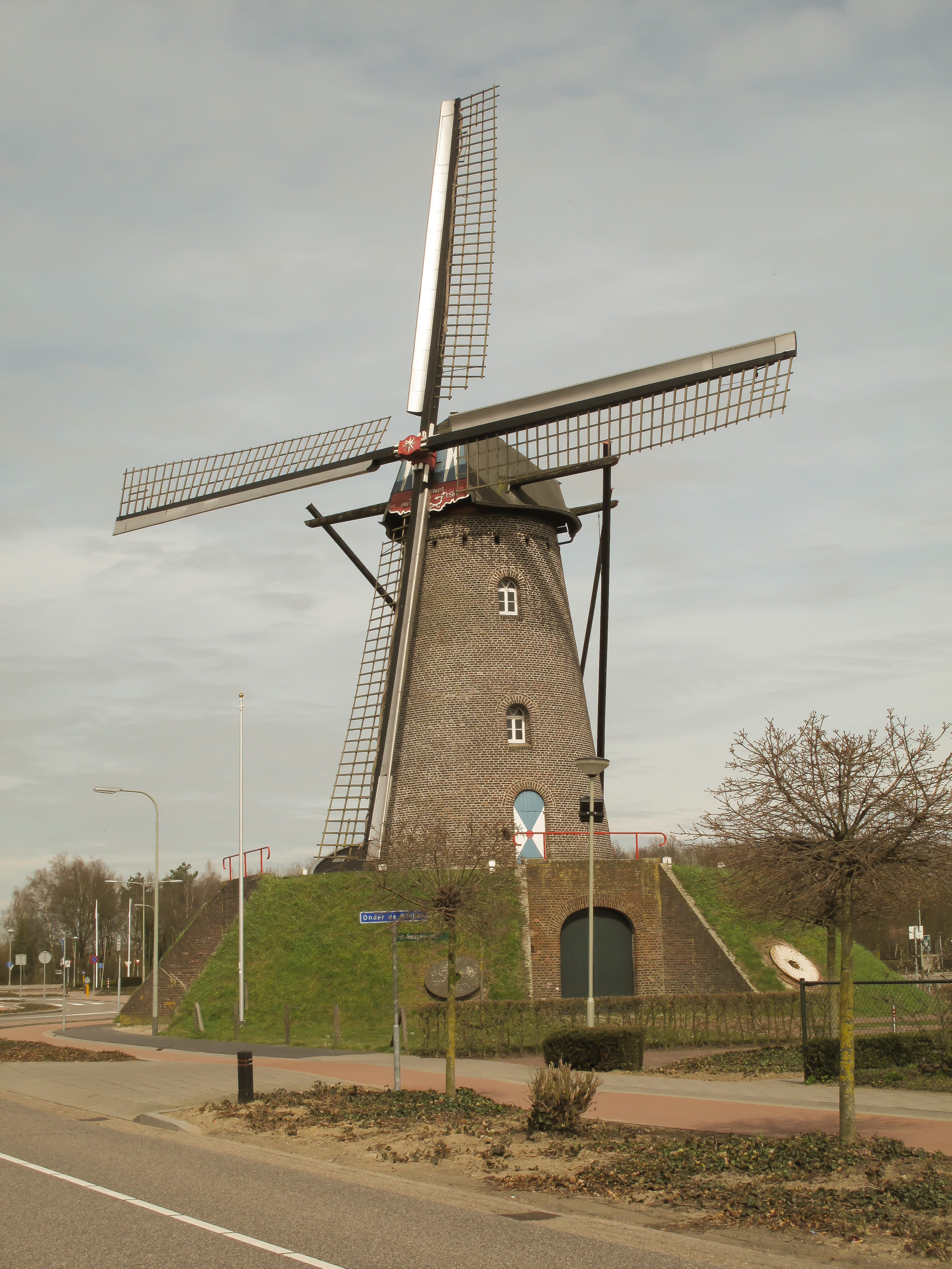
Heythuysen, Mühle de Sint Antoniusmolen
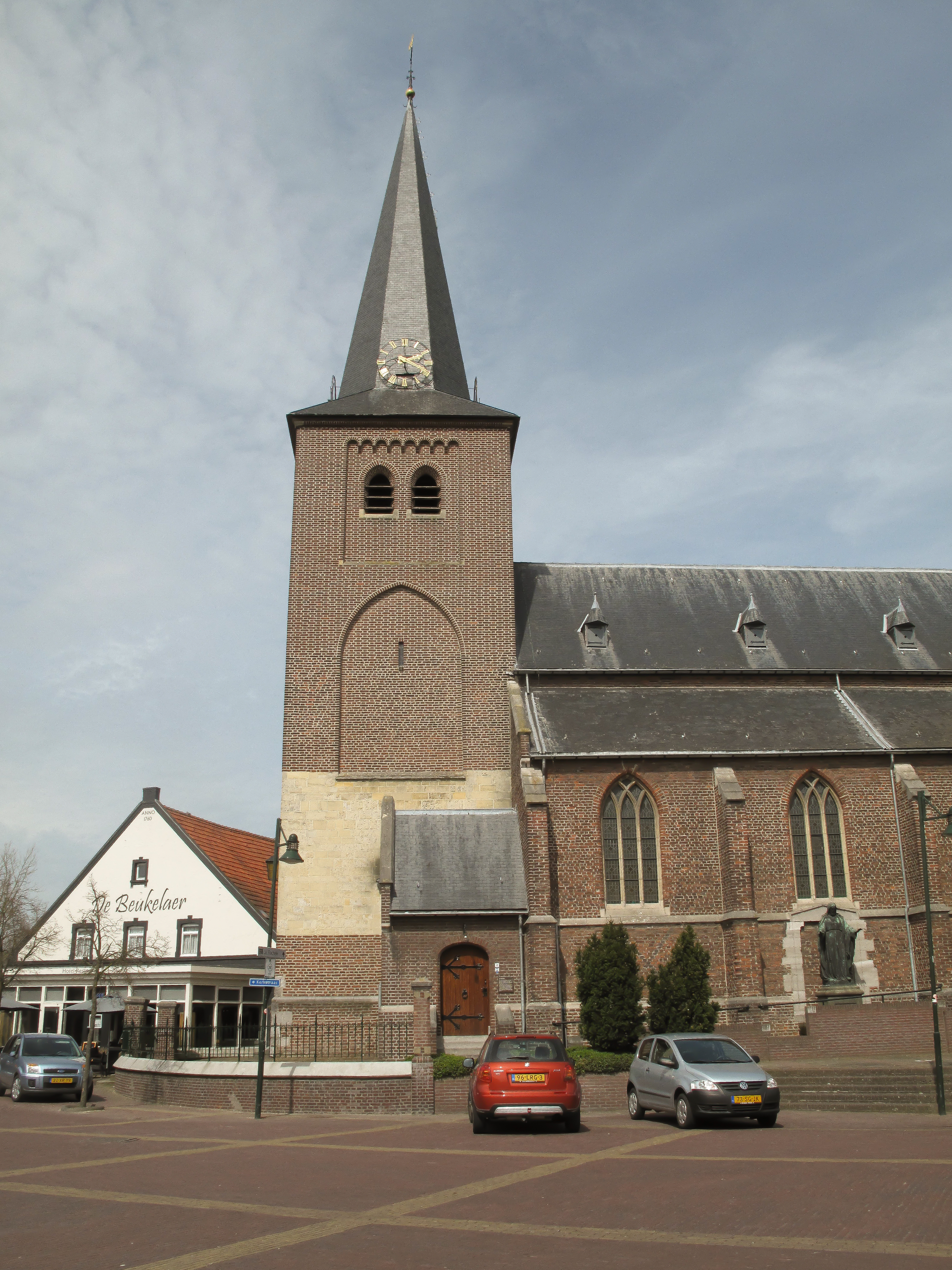
Roggel, Kirche de Sint Petruskerk
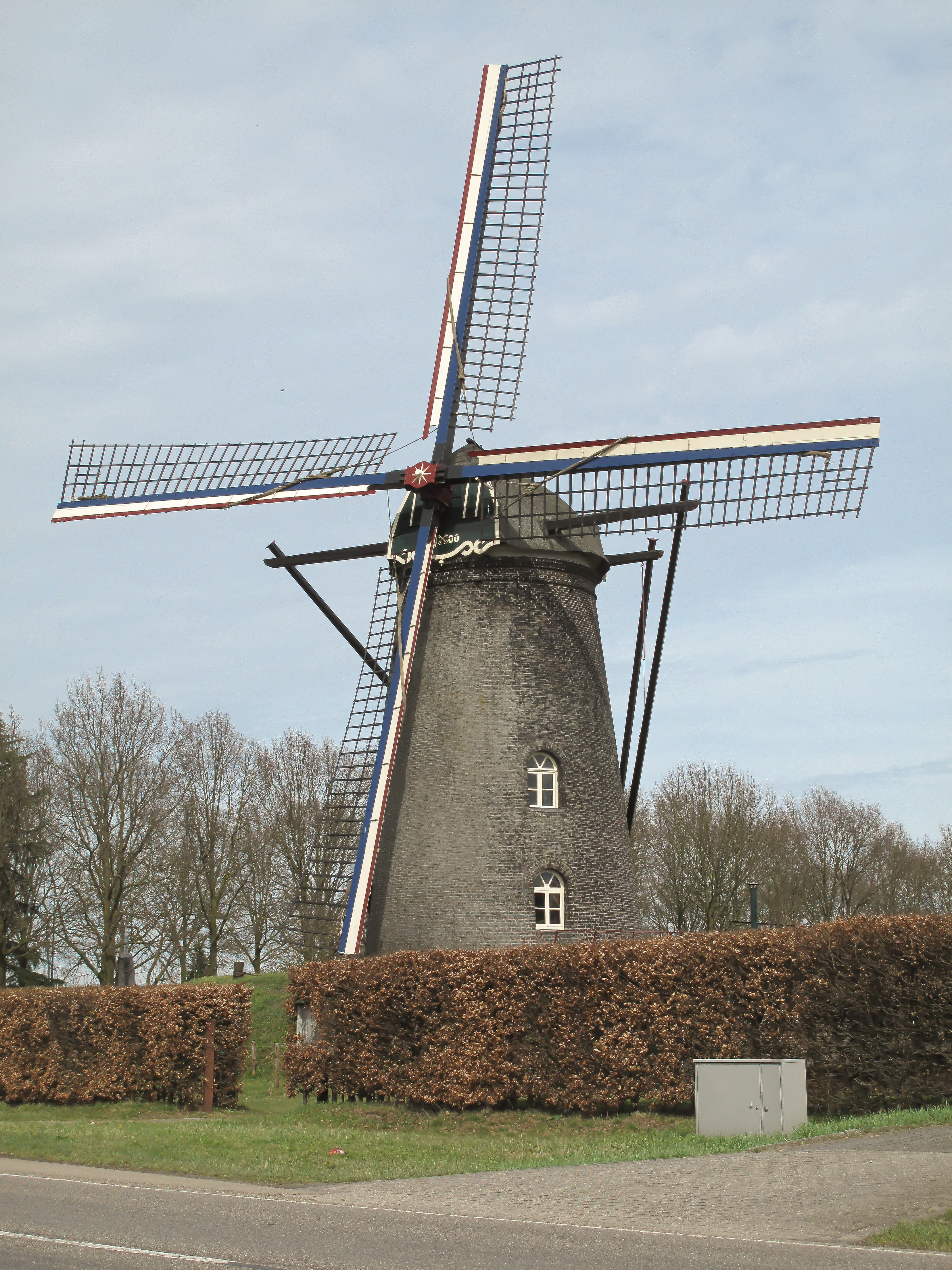
Nijken, Mühle de Sint Petrusmolen
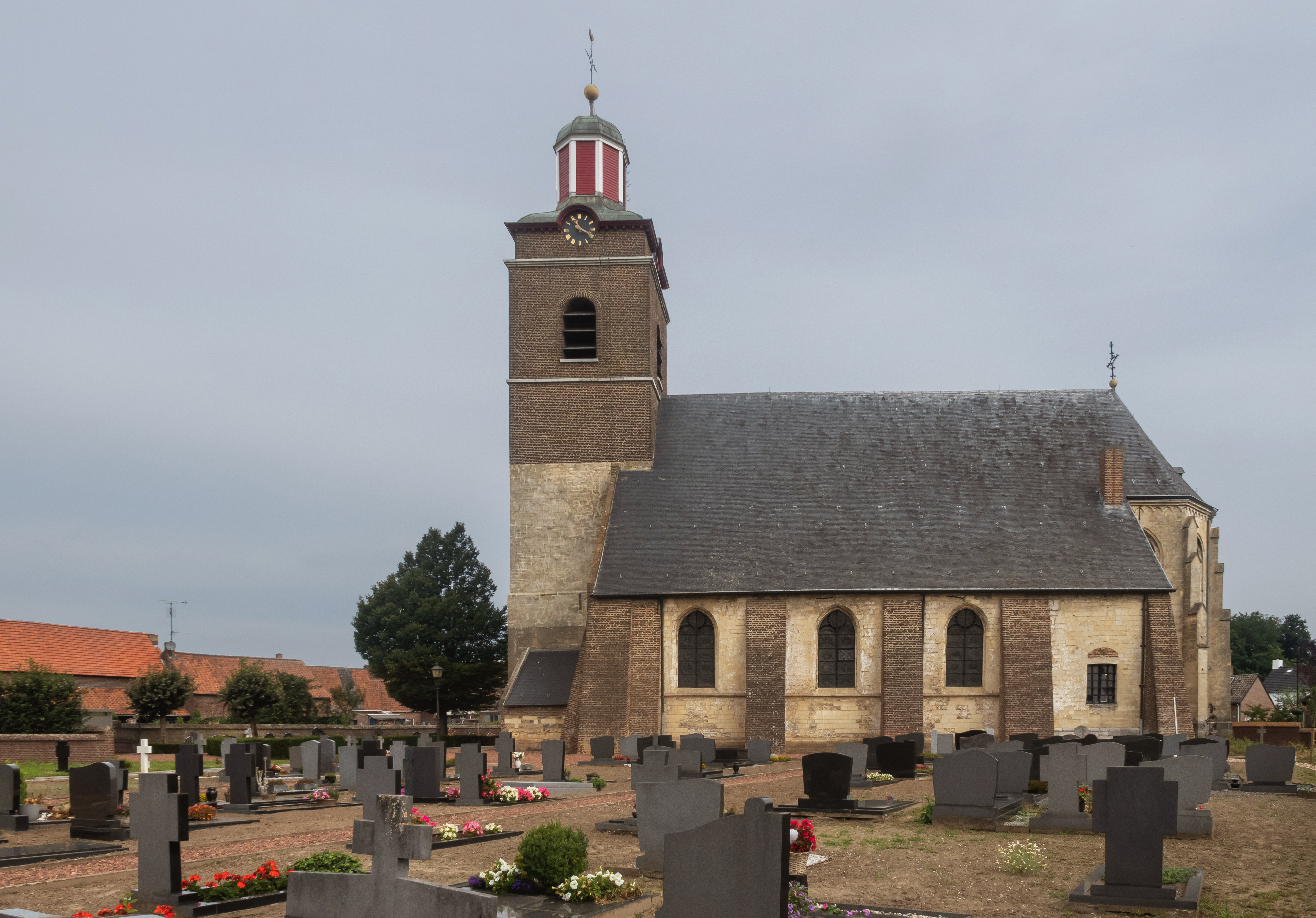
Neeritter, Kirche: die Sint-Lambertuskerk

## Trivia
Leudal ist flächenmäßig die größte Gemeinde der Provinz Limburg.